# Эль-Маджар-эль-Кабир
Эль-Маджар-эль-Кабир (араб. المجر الكبير‎) — город на юго-востоке Ирака, расположенный на территории мухафазы Майсан. Административный центр одноимённого округа. Второй по численности населения город мухафазы.

## Географическое положение
Город находится в южной части мухафазы, на берегах реки Нахр-эль-Маджар-эль-Кабир (бассейн Тигра), на высоте 0 метров над уровнем моря.
Эль-Маджар-эль-Кабир расположен на расстоянии приблизительно 25 километров к югу от Эль-Амары, административного центра провинции и на расстоянии 310 километров к юго-востоку от Багдада, столицы страны.

## Население
По данным последней официальной переписи 1965 года, население составляло 8 971 человека.
Динамика численности населения города по годам:
| 1965  | 2012   |
| ----- | ------ |
| 8 971 | 46 182 |